# Jesper Hansen
Jesper Hansen (Copenhaguen, 23 d'octubre de 1990) és un ciclista danès, professional des del 2014. Actualment corre a l'equip Astana Pro Team. En el seu palmarès destaca la victòria a la general de la Volta a Noruega del 2015.

## Palmarès
- 2014
  -  Vencedor de la classificació dels joves a la Volta a Noruega
- 2015
  - 1r a la Volta a Noruega i vencedor d'una etapa

### Resultats a la Volta a Espanya
- 2015. 52è de la classificació general
- 2017. No surt (8a etapa)
- 2019. Abandona (15a etapa)

### Resultats al Giro d'Itàlia
- 2017. 32è de la classificació general
- 2020. 44è de la classificació general

### Resultats al Tour de França
- 2018. 56è de la classificació general